# Valerianella laticuspis
Valerianella laticuspis är en kaprifolväxtart som beskrevs av Antonio Bertoloni. Valerianella laticuspis ingår i släktet klynnen, och familjen kaprifolväxter. Inga underarter finns listade i Catalogue of Life.